# Носково (Кимрский район)
Носково — деревня в Кимрском районе Тверской области. Входит в состав Стоянцевского сельского поселения.

## География
Находится в юго-восточной части Тверской области на расстоянии приблизительно 31 км на запад-северо-запад по прямой от районного центра города Кимры в левобережной части района.

## История
Известна была с 1628 года как деревня с 4 дворами, владение патриарха Филарета. В 1780-х годах 15 дворов. В 1859 году здесь (деревня Корчевского уезда Тверской губернии) было учтено 18 дворов, в 1887 — 33.

## Население
Численность населения: 43 человека (1780-е годы), 179 (1859 год), 188 (1887), 5 (русские 100 %) 2002 году, 5 в 2010.